# Ечеверія Лау
Ечеверія Лау (Echeveria laui) — вид квіткових рослин роду ечеверія (Echeveria) родини товстолистих (Crassulaceae).

## Історія

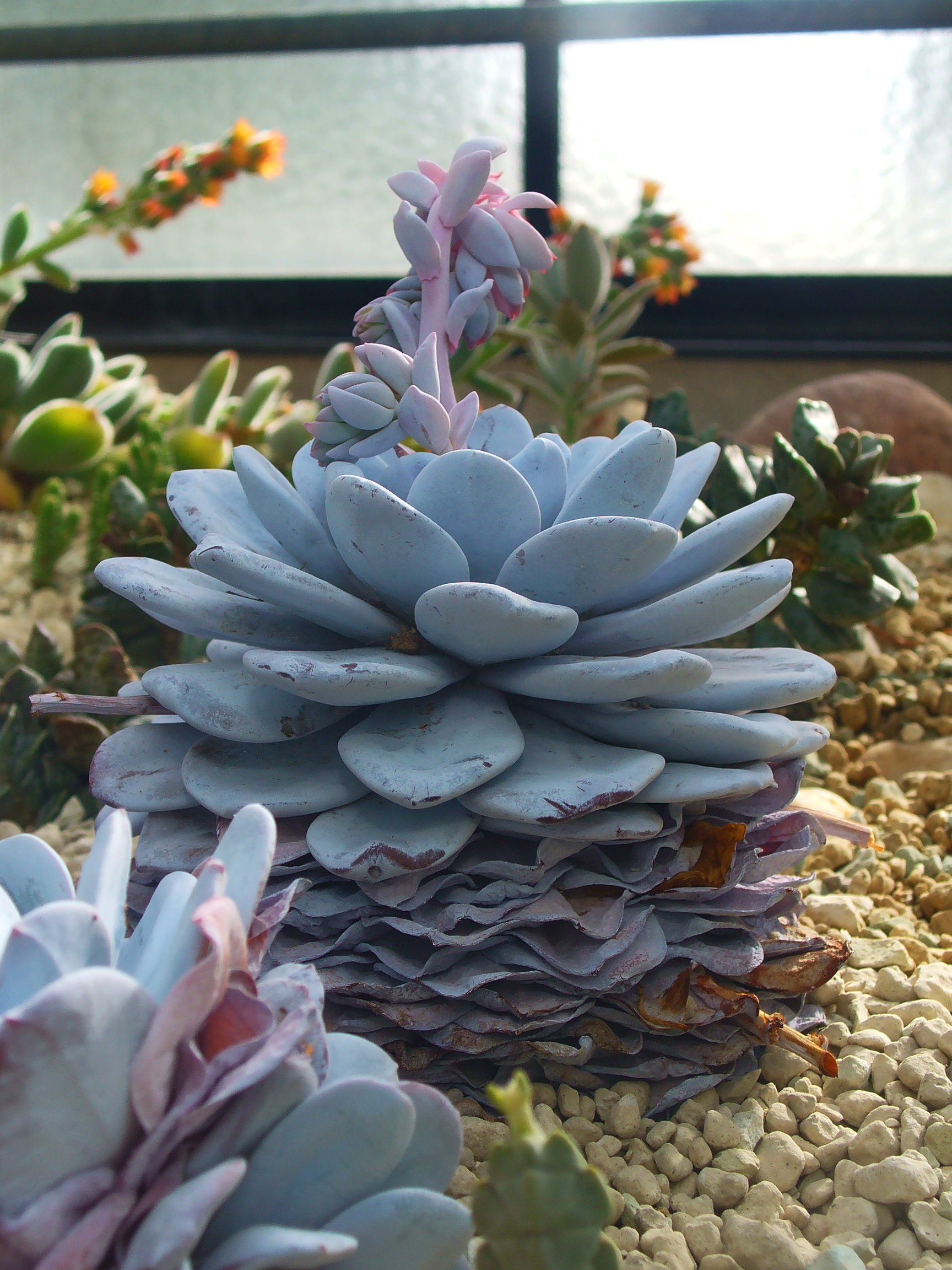
Echeveria laui в ботанічному саду Тюбінгенського університету

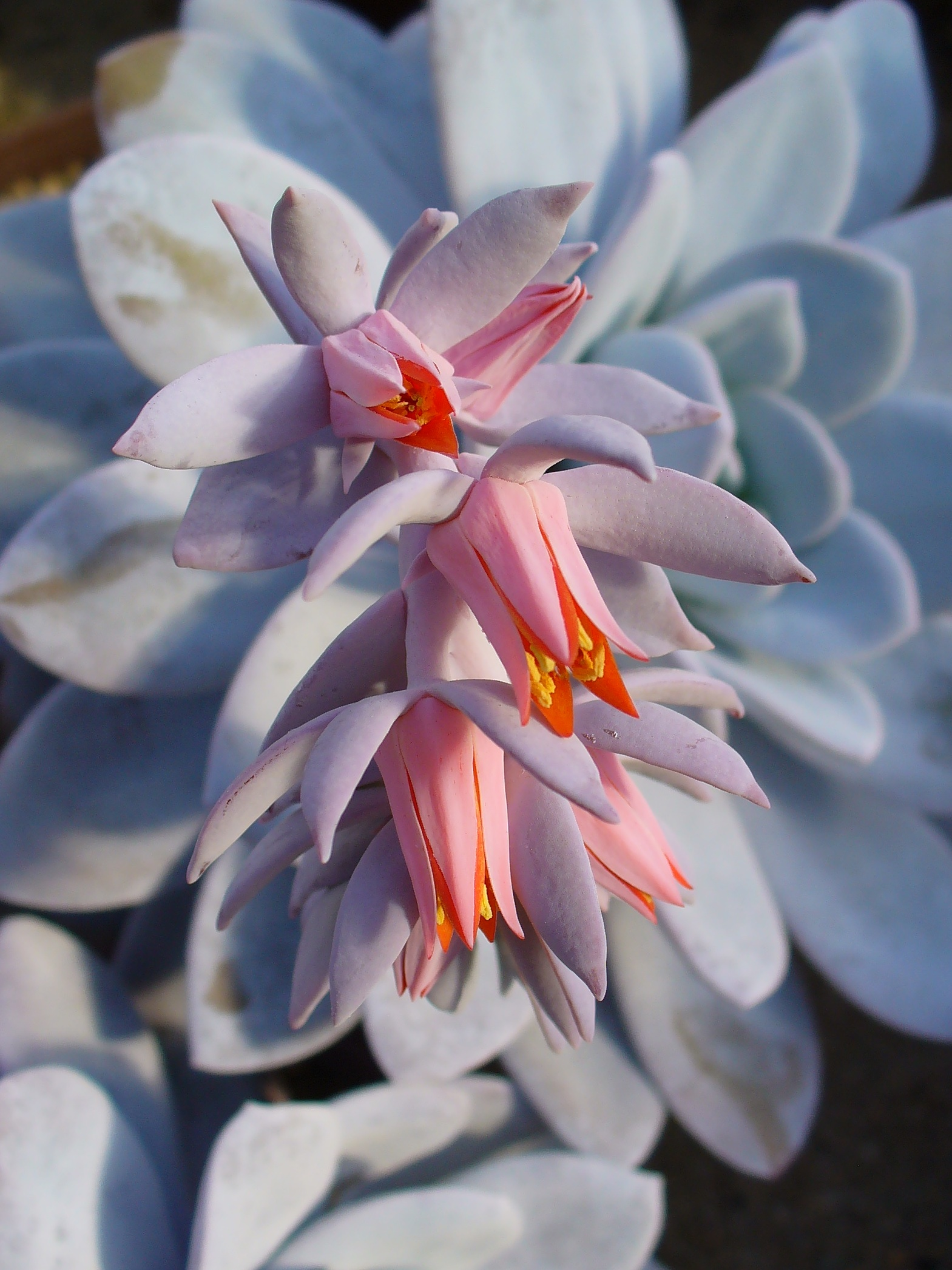
Квіти Echeveria laui

Цей вид ечеверій був знайдений Альфредом Бернхардом Лау у серпні 1974 року в Ріо-Саладо-Кіотепек, на південь від Текомавака, штат Оахака. Рейд Вінейбл Моран (Reid Venable Moran) і Хорхе Мейран Гарсія (Jorge Meyrán García) описали цю ечеверію в 1976 році (Cactáceas y Suculentas Mexicanas 21: 59. 1976) і назвали на честь її відкривача доктора Альфреда Лау — «Ечеверія Лау».

## Морфологічний опис
Майже безстеблевий розетковий багаторічний, трав'янистий сукулент. Розетка велика, 15-20 см в діаметрі. Листя округлі, до 6 см завдовжки і до 3 см завширшки, товсті, покриті біло-блакитною восковою осугою. З віком нижнє листя зсихається і набуває схожості з папером або пергаментом. Рожево-помаранчеві з восковим нальотом квітки, досить великі у порівнянні з іншими видами цього роду, до 1,5 см завдовжки, зібрані в суцвіття на квітконосі заввишки 10-12 см.

## Ареал
Ареал цього виду — Мексика, штат Оахака, каньйон Томелін.

## Утримання в культурі
Це один з найпривабливіших видів ечеверій.
Вимагає помірного поливу і максимального сонячного освітлення. Не переносить протягів. Росте повільно і вимагає обережного догляду. Рослині потрібно давати висохнути між поливами та уникати потрапляння вологи на листя. Зимує в прохолодному і провітрюваному місці, тримати рослини в цей період потрібно сухими. Біло-блакитна воскова осуга, що додає цьому виду декоративності, при дотику порушується і не відновлюється — тому слід уникати дотиків до рослини.
Розмноження насінням, або вегетативно. Зазвичай для цього використовують нижнє листя. Також для розмноження можна використовувати листочки, що утворюються на квітконосі. Багато з живців, що при цьому утвориться, можуть всохнути, але деякі виживуть.